# Ryan McCombs
Ryan McCombs (ur. 16 lipca 1974 w Muncie, Indiana) – amerykański wokalista pochodzący z Muncie w stanie Indiana. Były członek zespołu Drowning Pool.

## Dyskografia
Drowning Pool
- Full Circle (2007)
- Loudest Common Denominator (2009)
- Drowning Pool (2010)

SOiL
- El Chupacabra (1998)
- Throttle Junkies (1999)
- Scars (2001)
- Redefine (2004)
- Re-Live-ing the Scars: In London (2012)